# سیارک ۸۷۷۲
سیارک ۸۷۷۲ (به انگلیسی: 8772 Minutus، نامگذاری:4254T-2) هشت هزار و هفتصد و هفتاد و دومین سیارک کشف شده‌است که در ۲۹ سپتامبر ۱۹۷۳ کشف شد.
قدر مطلق سیارک برابر ۱۴٫۲۰ است.